# Tatiana Solanet
Tatiana Solanet est une footballeuse française née le 28 août 1992 à Besançon. Elle joue actuellement pour le Toulouse FC, où elle évolue au poste de milieu de terrain.

## Biographie

### En club

#### Racing Besançon
Née à Besançon, Tatiana Solanet ne connait son premier club de football pas avant ses 10 ans, son père préférant l'inscrire à l'athlétisme jusqu'alors malgré son attrait pour le ballon rond. C'est à l'AS de Pirey qu'elle commence le football, avec les garçons. Elle joue ensuite au SC Clémenceau de Besançon, toujours avec les garçons, avant de rejoindre la section féminine du Racing Besançon. À 15 ans, elle commence à jouer en Division 3 et s'impose comme une titulaire.

#### Rodez Aveyron
Ses performances remarquées en D3 lui permettent de voir plus haut. En 2009, elle signe à Rodez qui est alors en Division 2. Avec 11 buts en 21 matches, elle contribue grandement à la montée de Rodez en Division 1. Sa première saison dans l'élite du football féminin français est toutefois plus compliquée, avec seulement six matches joués en tant que titulaire.

#### FF Yzeure
À l'été 2011, elle s'engage en faveur d'Yzeure, autre formation de D1. Cette fois, elle réalise une saison pleine en prenant part à toutes les rencontres en championnat. La saison suivante, après une première partie de saison à l'Olympique lyonnais B, elle retourne à Yzeure pour les quatre derniers mois de compétition. Elle participe ainsi à la 5e place obtenue par les Yzeuriennes, le meilleur classement de l'histoire de ce club. La saison qui suit, elle reste à Yzeure mais ne parvient pas à empêcher la descente en D2 de son équipe. À l'inter-saison 2014, elle s'en va alors à Albi, tout juste promu en D1.

#### ASPTT Albi
C'est à Albi où elle se montre la plus performante en D1 et gagne énormément en régularité. Elle devient la principale dépositaire du jeu albigeois. Pour sa première saison sous ce nouveau maillot, elle participe à 20 des 22 rencontres du championnat et aide Albi à se maintenir en terminant à la 9e place. Lors de la saison 2015-2016, elle joue tous les matches et son équipe finit de nouveau à la 9e place, validant encore son maintien en D1. Le début de saison 2016-2017 est plus difficile. Elle marque l'unique but d'Albi sur la phase aller, sur une contre-attaque qu'elle débute depuis sa propre surface dans le temps additionnel, pour une victoire 0-1 à Metz. À la trêve hivernale, elle choisit cependant de rejoindre le Dijon FCO qui évolue en D2.

#### Dijon FCO
Son choix de signer pour le club dijonnais, qui la suivait depuis plusieurs années, est notamment motivé par le fait de se rapprocher de Besançon et de sa famille (surtout de Maxime Solanet son petit frère et de Jin-Ann Majri, une très proche amie). Elle retrouve aussi plusieurs anciennes coéquipières, comme Alexia Trevisan. Elle souhaite aider le DFCO à monter en D1 pour la première fois de son histoire. Pour son premier match sous le maillot dijonnais, elle ouvre le score à la 7e minute de jeu contre Yzeure d'un lob (victoire 2-0). À la 15e journée, elle marque sur une frappe excentrée de près de 30 mètres à Grenoble lors de la victoire 4-1 de Dijon. Lors de la saison 2017-2018, Tatiana Solanet est une actrice majeure de la montée en D1 obtenue par le DFCO, avec 11 buts à son actif. Elle est largement élue meilleure joueuse de la saison par les supporters. 
De retour en D1 avec le DFCO, elle réalise un très bon début de saison. Elle est désignée meilleur joueuse du mois en septembre puis en octobre par les supporters dijonnais.

### En sélection
Tatiana Solanet est appelée dans la plupart des catégories de jeunes avec les équipes de France U16, U17 et U19. Elle totalise 23 sélections pour 4 buts avec les équipes de France de jeunes.
Durant l'année 2012, lorsqu'elle jouait à Rodez, elle est appelée plusieurs fois en équipe de France B. Elle honore deux sélections en entrant en jeu lors de deux rencontres contre le Japon U20,.

## Style de jeu
Tatiana Solanet est souvent décrite comme une joueuse très fine techniquement, capable d'utiliser une palette technique nettement au-dessus de la moyenne. Elle dispose également d'une bonne vitesse et malgré ses rôles préférentiels de meneuse de jeu ou milieu relayeuse, est tout à fait capable d'amener de la percussion sur un côté. Sa vista et sa vision du jeu sont probablement ses principales qualités. De plus, elle est une joueuse généreuse dans les efforts.
Son ancien coach à Rodez, Franck Plenecassagne, dit d'elle : « C’est certainement l’une des joueuses les plus douées techniquement que j’ai coachée. Elle n’avait que 17-19 ans à ce moment-là et un manque de maturité sur et en dehors du terrain qui lui ont été préjudiciables. Depuis, elle a prouvé qu’elle avait les qualités pour s’imposer au plus haut niveau et je pense sincèrement qu’elle a les capacités pour jouer dans une équipe du Top 5 dans un avenir très proche. »
L'un de ses entraîneurs à Albi, David Welferinger, compare son style à celui du footballeur Samir Nasri : « Tatiana est sans doute la joueuse la plus belle à voir jouer que j’ai pu entraîner. Un vrai style, une joueuse racée un peu dans le profil Nasri. Très habile techniquement, notamment dans le jeu en mouvement, prise de balle, capacité à accélérer et briser une ligne ou une défense. »

## Distinctions individuelles
- Meilleure joueuse du Championnat de France féminin de football de deuxième division 2023-2024 aux Trophées D1 Arkema[17]